# Тавернеле (Виченца)
Тавернеле је насеље у Италији у округу Виченца, региону Венето.
Према процени из 2011. у насељу је живело 1372 становника. Насеље се налази на надморској висини од 50 м.